# Subrincator tonkinensis
Subrincator tonkinensis är en insektsart som beskrevs av William Lucas Distant. Subrincator tonkinensis ingår i släktet Subrincator och familjen hornstritar. Inga underarter finns listade i Catalogue of Life.